# ماریو اسکاچا
ماریو اسکاچا (ایتالیایی: Mario Scaccia؛ ‏ ۲۶ دسامبر ۱۹۱۹ – ۲۶ ژانویهٔ ۲۰۱۱) بازیگر اهل ایتالیا بود.
از فیلم‌هایی که وی در آن نقش داشته‌است، می‌توان به دوران کودکی، حرفه و نخستین تجربه جاکومو کازانووا، اهل ونیز، من، من، من… و دیگران، آموزش ویولنسل با توکاتا و فوگ، روزنگار سیاه، صلاح مملکت خویش، حیف که او بدذات است، مردان مزدور، ماجراهای پینوکیو، قرمز تیره، دجال، شب بخیر، آقایان و خانم‌ها، چشم گربه، فردیناند و کارولینا، عشق و انرژی، چشم، چشم بد، جعفری و رازیانه، ژنرال ایستاده می‌خوابد و پشت درهای بسته اشاره کرد.